# مايك دياز
مايك دياز (بالإنجليزية: Mike Diaz)‏ هو لاعب كرة قاعدة أمريكي، ولد في 15 أبريل 1960 في سان فرانسيسكو في الولايات المتحدة.

## وصلات خارجية
- مايك دياز على موقع الدوري الياباني لكرة القاعدة (الإنجليزية)
- مايك دياز على موقعبيزبول رفرنس.كوم (الدوري الرئيسي) (الإنجليزية)
- مايك دياز على موقعبيزبول رفرنس.كوم (الدوري الثانوي) (الإنجليزية)
- مايك دياز على موقع إي إس بي إن.كوم (أم.أل.بي) (الإنجليزية)
- مايك دياز على موقع مشجعي الرسوم البيانية (الإنجليزية)